# Transporte público no Brasil
No Brasil, o transporte público acontece, na maior parte das vezes, por meio de ônibus, trens e metrôs. Em muitas regiões populosas, ele sofre dos problemas da urbanização e, apesar de ser considerado uma das soluções para a melhoria do trânsito, encontra-se, na maior parte do país, em mal estado de planejamento e investimentos, causando transtornos à população local, tais como a superlotação e a impossibilidade de locomoção. Apesar de considerar-se a situação do transporte coletivo como não sendo a ideal, algumas cidades destacam-se pelo seu planejamento urbano e pela forma como cuidam do transporte. Entre as capitais estaduais, a mais citada com essas características é Curitiba, no Paraná.
Com o aumento do poder econômico das classes mais baixas e a facilidade de crédito para se comprar um automóvel ou uma moto na última década, grande parte dos brasileiros optam pelos meios de transporte individual, contribuindo assim para o aumento dos congestionamentos. Entre as cidades com maiores registros desses acontecimentos, estão Rio de Janeiro e São Paulo, com números muito elevados de quilômetros de lentidão nos horários de pico, no início da manhã e no final da tarde. No levantamento mais recente sobre o assunto, realizado pelo Instituto de Pesquisa Econômica Aplicada (IPEA) em 2011, 55% dos brasileiros disseram estar insatisfeitos com o serviço oferecido pelo Estado. O mesmo estudo mostrou que, nas grandes cidades, 65% das pessoas utilizam como meio de locomoção diário o transporte coletivo.
Além dos problemas comumente citados, os usuários reclamaram da falta de segurança dos coletivos em casos de acidentes de trânsito, 40% dos ouvidos consideram o ônibus ou trem seguros nesses casos; em se tratando de segurança contra assaltos ou sequestros, 38% dos entrevistados disseram que os coletivos são seguros.

## Situação nacional

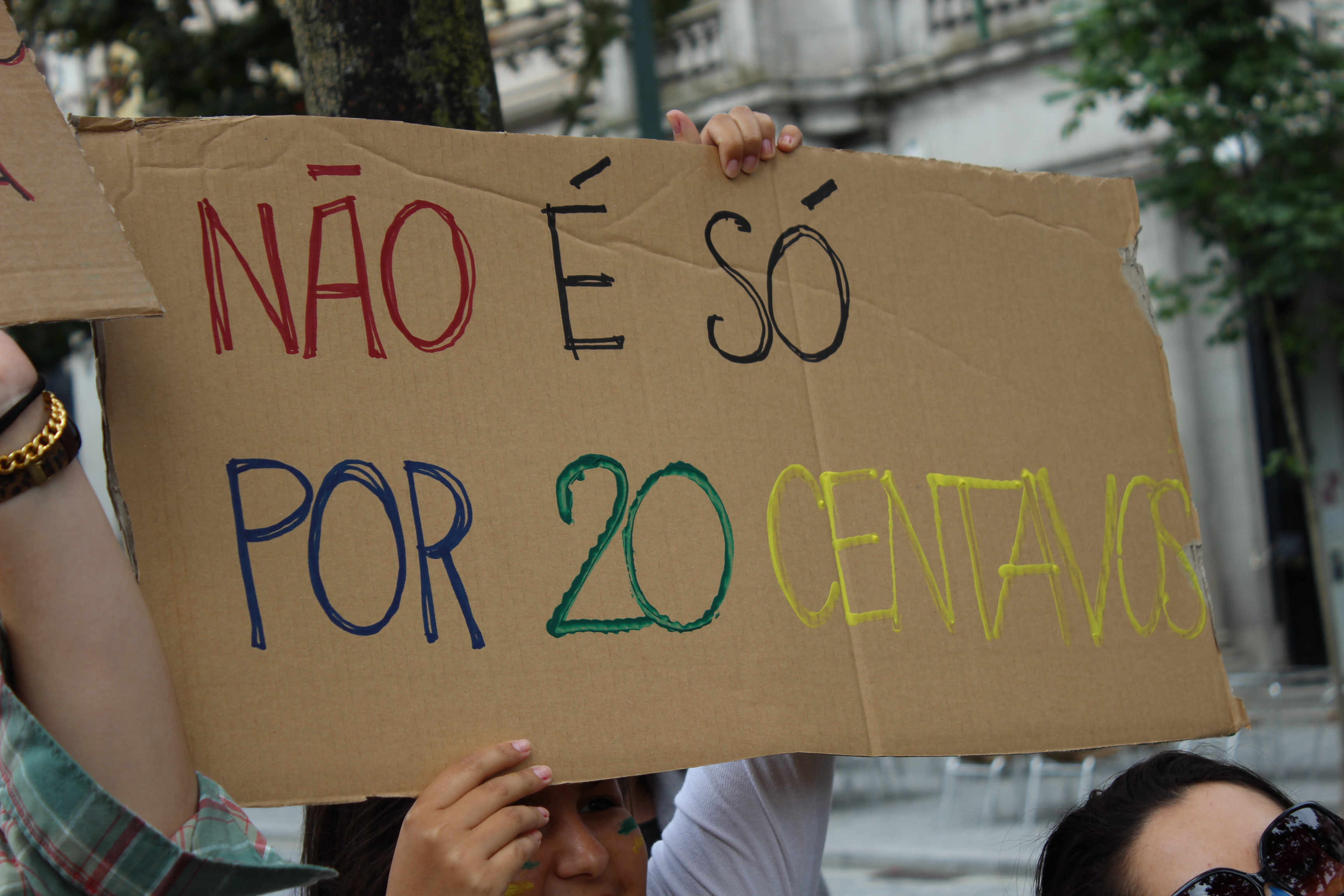
Protestos contra o aumento das tarifas de transporte público no Brasil em 2013 no Porto, em Portugal

O transporte coletivo no Brasil enfrenta uma série de problemas na área de investimentos. Em muitas cidades ele é considerado precário ou em número insuficiente para atender à população. Isso se refere, principalmente, às regiões do interior do país, afastadas das metrópoles. Nas capitais, o sistema costuma ser amplo e suprir as necessidades da população. Na maior parte do país, o transporte coletivo é feito por meio de ônibus e trens, devido ao grande número de rodovias e a um certo número de ferrovias com que conta o Brasil. Os trens, geralmente, não ocupam lugar próximo aos carros e ônibus, fazendo muitas vezes ligações intermunicípios ou interestados, sendo utilizado por pessoas a viajar ou que trabalham num local distante de sua residência.
Em geral, para percursos curtos, são utilizados ônibus, táxis e metrôs, tendo esse último substituído em muitas situações o transporte por vias públicas, sendo também considerado uma solução para os congestionamentos nos grandes locais. Alguns locais contam com metrôs no Brasil, estão entre eles: Belo Horizonte, Fortaleza, Salvador, Rio de Janeiro, Porto Alegre, Recife, São Paulo, Teresina e o Distrito Federal. Projetos mais recentes têm visado a expandir a utilização do metrô no Brasil. O governo federal reconhece a necessidade do serviço e tenta supri-la, mas não consegue. Apesar de tais obras de expansão e da existência de metrôs em várias capitais, os ônibus e vans continuam a ser o meio de transporte coletivo mais utilizado pelos brasileiros.

## Transporte ferroviário urbano

Mapa de localização dos sistemas ferroviários urbanos brasileiros em operação

A rede brasileira de transporte de passageiros sobre trilhos atingiu os mil quilômetros em 2014, quando houve acréscimo de 30 quilômetros de trilhos, com a inauguração do Metrô de Salvador. Em 2015, o crescimento foi de 1%. De modo mais preciso, foram 4 quilômetros da Linha 1 do Metrô de Salvador e 6,4 quilômetros do primeiro trecho do VLT da Baixada Santista, totalizando 10,4 quilômetros no ano e 1 012 quilômetros em trilhos urbanos no país. A previsão para 2016 é expansão de 50,2 quilômetros de linhas de transporte urbano, nomeadamente 16 quilômetros da Linha 4 do Metrô do Rio de Janeiro, 21 quilômetros da primeira etapa do VLT do Rio de Janeiro, 4,7 quilômetro da extensão do VLT da Baixada Santista e 8,5 da primeira fase da Linha 2 do Metrô de Salvador.
A quantidade de passageiros transportados nos sistemas brasileiros sobre trilhos foi de 2,87 bilhões em 2014 e 2,92 bilhões em 2015, o que mostra crescimento de 1,7% entre esses dois anos.